# Puffendorf
Puffendorf ist ein Kirchendorf und nordöstlicher Stadtteil von Baesweiler in der nordrhein-westfälischen Städteregion Aachen. Es liegt an der Kreuzung der Bundesstraßen 56 und 57.

## Geschichte
1153 wird Puffendorf und Loverich als „Pophendorp“ beziehungsweise „Loverken“ erstmals urkundlich erwähnt; beide Orte gehörten damals zusammen. Im Mittelalter war Puffendorf ein Kreuzungsort an zwei Fernhandelsrouten, die in etwa den heute kreuzenden Bundesstraßen entsprachen. Wegen dieser strategischen Bedeutung gab es auch in Puffendorf eine Burg, die im 19. Jahrhundert komplett abgerissen wurde.
Jan von Werth, ein Reitergeneral aus dem Dreißigjährigen Krieg, wurde vermutlich am 6. April 1591 in Puffendorf geboren; allerdings ist der Geburtsort zwischen mehreren Ortschaften des Rheinlands strittig.
Die heutige Kirche St. Laurentius wurde wie viele Kirchenbauten der Region im 19. Jahrhundert neu errichtet, der Turm stammt noch vom Vorgängerbau.
Bis zur kommunalen Neugliederung der Region Aachen war die Gemeinde Puffendorf, zu der auch Loverich und Floverich gehörten, Teil des Selfkantkreises Geilenkirchen-Heinsberg. Der kommunale Verwaltungssitz (Gemeindeverwaltung) befand sich im westlich benachbarten Immendorf. Von 1961 bis 1971 lautete die Postleitzahl „5111 Puffendorf / über Alsdorf (Kr. Aachen)“. Seit dem 1. Januar 1972 gehört Puffendorf zu Baesweiler.

## Infrastruktur
Die überwiegend katholische Bevölkerung gehört zur Pfarrgemeinde St. Laurentius mit Pfarrkirche im Ort. In Puffendorf befindet sich das Schönstatt-Zentrum für das Bistum Aachen. Ein Vereinshaus steht den Vereinen und der Bevölkerung zur Nutzung zur Verfügung. Im Ort befindet sich das Feuerwehrhaus der ortsansässigen Freiwilligen Feuerwehr. Kindergarten und Grundschule werden meist im benachbarten Loverich besucht. Die weiterführenden Schulen befinden sich in den beiden größten Stadtteilen Baesweiler und Setterich. Die einzigen Geschäfte Puffendorfs sind ein Bauernladen und der Hofverkauf eines Geflügelzüchters; die letzte Gaststätte ist seit einigen Jahren geschlossen.

## Verkehr

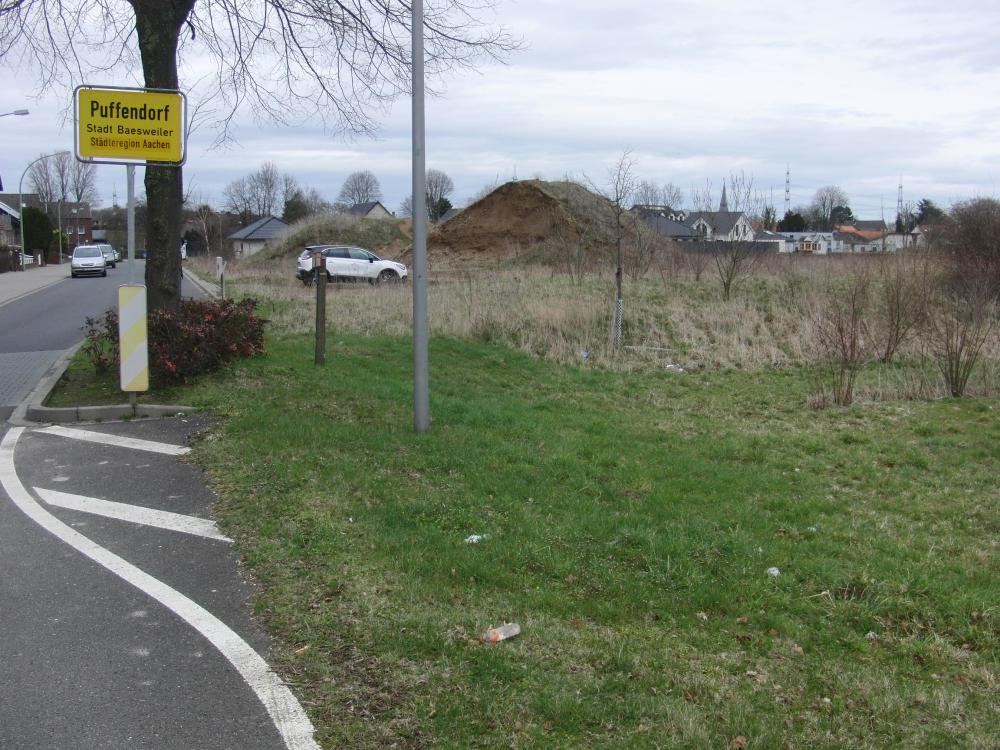
Ehemaliges Bahnhofsgelände der Jülicher Kreisbahn (JKB)

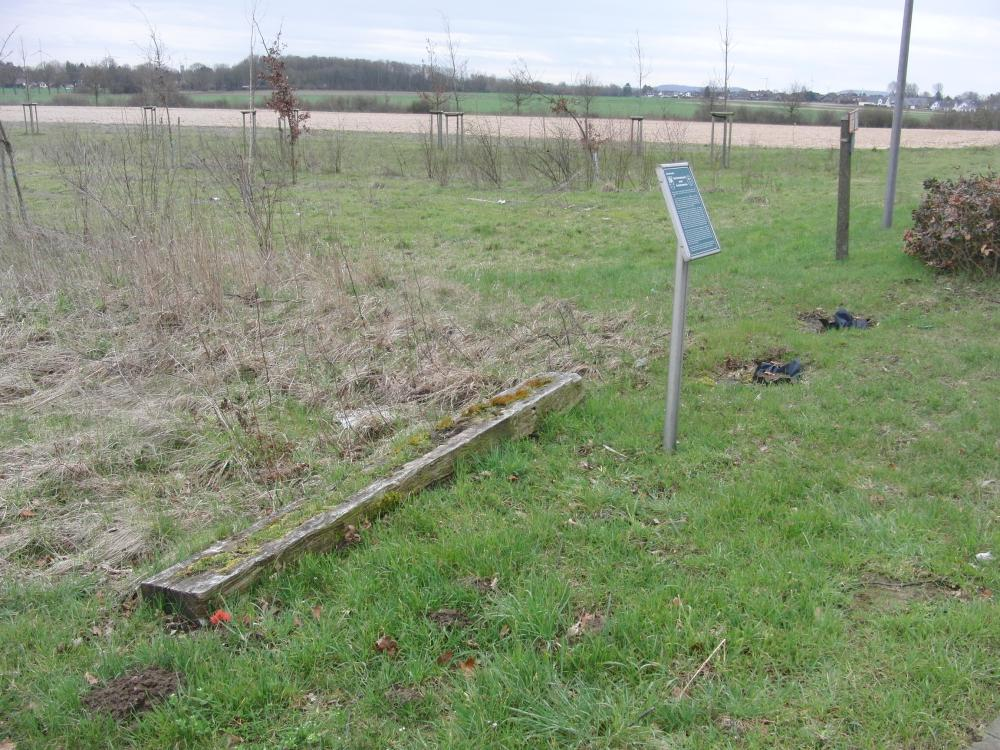
Gedenktafel am ehemaligen Bahnhofsgelände der JKB

Die nächsten Autobahnanschlussstellen sind Aldenhoven an der A 44, Erkelenz-Süd an der A 46 sowie Weisweiler (ab Ende 2006 Eschweiler-Ost) an der A 4.
Die nächstgelegenen DB-Bahnhöfe sind Übach-Palenberg (9 km entfernt) und Geilenkirchen (7 km) an der Strecke Aachen–Mönchengladbach sowie Eschweiler Hbf (17 km) an der Strecke Aachen–Köln. Der nächstgelegene (9 km) Euregiobahn-Haltepunkt ist Alsdorf-Annapark.
Seit dem Jahr 1900 besaß Puffendorf einen Bahnhof an der schmalspurigen Geilenkirchener Kreisbahn mit ihrer Strecke Alsdorf–Baesweiler–Setterich–Puffendorf–Immendorf–Geilenkirchen. Auf dieser Strecke verkehrte 1953 der letzte Personenzug, Güterverkehr von Puffendorf in Richtung Geilenkirchen gab es bis zum Ende der Rübenkampagne 1963. Der Volksmund erzählt noch, gewollt zweideutig, dass man „von Puffendorf mit dem Triebwagen nach Geilenkirchen“ fuhr. Bis nach Puffendorf führt auch heute noch die von Jülich ausgehende normalspurige Strecke der ehemaligen Jülicher Kreisbahn, die in der Dürener Kreisbahn (DKB) und später in der Rurtalbahn GmbH aufgegangen ist. Hier gab es von 1911 bis 1971 Personenzüge und bis in die 1990er-Jahre Güterzüge, zuletzt gelegentliche Altmetalltransporte eines Puffendorfer Schrotthändlers, der das Bahnhofsgelände übernommen hatte. Diese Strecke ist bis kurz vor dem ehemaligen Bahnhof noch heute vorhanden, die Gleisanlagen auf dem Bahnhofsgelände selbst wurden hingegen im Frühjahr 2010 im Zuge der Erschließung eines Neubaugebiets entfernt. Bis 1963 hatte Puffendorf somit zwei nebeneinander liegende Bahnhöfe. Wegen der unterschiedlichen Spurweite beider Bahnen war die gemeinsame Nutzung eines Bahnhofs nicht möglich. Güter mussten per Hand zwischen den Schmalspur- und Normalspurwagen umgeladen werden.
Die AVV-Buslinien 280 und 432 verbinden Puffendorf mit den benachbarten Orten sowie mit Baesweiler, Geilenkirchen und Linnich. Außerdem verkehrt zur Schulzeit die Linie 289 von Rurtalbus. In den Nächten vor Samstagen, Sonn- und Feiertagen wird Puffendorf zusätzlich von Spätfahrten der ASEAG-Linie 51 bedient, die nach Mitternacht von Aachen kommend über den gewöhnlichen Schwachlastzeiten-Endpunkt Setterich hinaus via Puffendorf bis Floverich verlängert werden, wobei diese Busse ab Setterich nur zum Aussteigen halten.
| Linie | Betreiber | Verlauf |
| ----- | --------- | --- |
| 280   | Rurtalbus | Linnich-SIG Combibloc – Linnich Markt – Gereonsweiler – Puffendorf B 57 – Setterich – Baesweiler                  |
| 289   | Rurtalbus | (Verstärkerfahrten) Linnich – Gesamtschule Übach-Palenberg                                                        |
| 432   | west      | Geilenkirchen Bf – Prummern – Immendorf – (Apweiler –) Floverich – Loverich – Puffendorf – Setterich – Baesweiler |